# Nicole Péllissard-Darrigrand
Nicole Péllissard-Darrigrand   (Casablanca, 5 de juliol de 1931 - Arrangoitze, 19 de maig de 2021) és una saltadora francesa, ja retirada, que va competir durant les dècades de 1940 i 1950.
Durant la seva carrera esportiva va prendre part en quatre edicions dels Jocs Olímpics d'Estiu, el 1948, 1952, 1956 i 1960. En aquestes participacions mai guanyà cap medalla, però en tres ocasions finalitzà en quarta posició en les proves de salts.
Amb tan sols 15 anys, el 1946, guanyà el seu primer títol nacional i l'any següent es proclamà campiona d'Europa de palanca. El 1950 revalidà aquest títol, alhora que aconseguia la plata en la prova del trampolí de 3 metres.
Quan Pellissard es va retirar de la competició havia guanyat 13 campionats nacionals. Posteriorment acabaria exercitn de professora d'educació física i periodista. Va ser guardonada amb l'Orde Nacional del Mèrit i la Legió d'Honor.